# Clima cálido

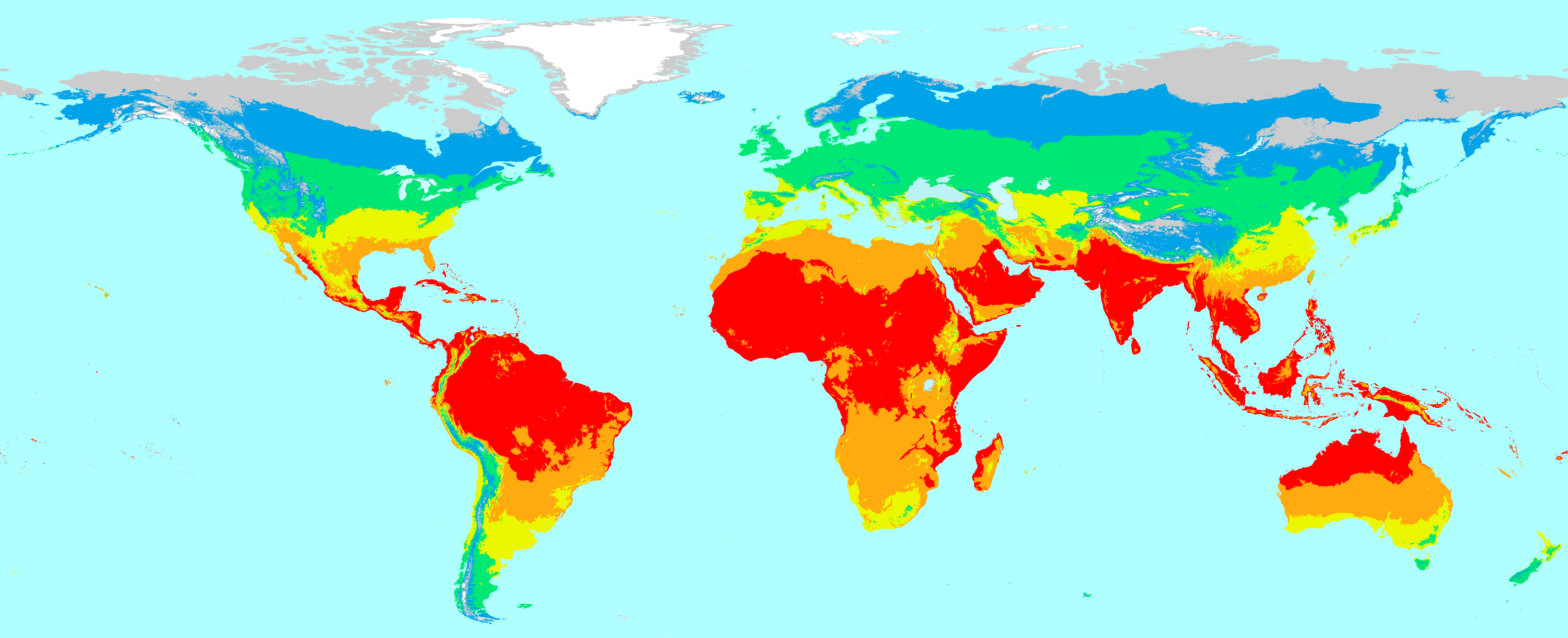
Mapa de los distintos climas de la Tierra de acuerdo con su temperatura. En color rojo las zonas tropicales con más de 24 °C de temperatura media anual y en naranja las subtropicales con temperatura de 18 a 23 °C.

Los climas cálidos, macrotérmicos o megatérmicos presentan elevados promedios de temperaturas anuales, alrededor de 23 °C y superiores a 18 °C todos los meses, sin grandes variaciones estacionales, la temperatura es poco variable durante el año. Predominio de bosques tropicales, selvas y sabanas, (praderas de pastos altos con algunas especies arbóreas y arbustos aislados o que forman pequeños grupos). Se extiende por la inmensa franja íntertropical que abarca, principalmente, América Central y del Sur; y también en África e indonesia. Allí, aunque las temperaturas medias anuales son altas, las precipitaciones se distribuyen de manera desigual según las latitudes. Climas considerados cálidos en el sistema de Köppen son:
Climas tropicales (todo el año):
1. Clima ecuatorial Af
2. Clima monzónico Am
3. Clima tropical de sabana Aw y As
4. Clima tropical seco BSh
5. Clima tropical árido BWh

Climas subtropicales (solo en verano):
1. Clima subtropical húmedo Cfa
2. Clima subtropical monzónico Cwa
3. Clima mediterráneo típico Csa
4. Clima subtropical seco BSh
5. Clima subtropical árido BWh

Diagrama en el que se muestra la distinta área de insolación, así como la distinta perpendidularidad de los rayos del Sol en las regiones ecuatoriales y polares.

Los climas cálidos se localizan en las bandas ecuatoriales, tropicales y subtropicales del planeta, debidas, fundamentalmente, a una mayor influencia del Sol sobre estas regiones, en las que los rayos de nuestra estrella inciden de manera casi perpendicular sobre la atmósfera, lo que proporciona un mayor calentamiento.
La variación térmica anual es mínima. Las precipitaciones son de abundantes a excesivas. Es la zona afectada por huracanes.
La vegetación difiere desde el bosque exuberante tropical hasta la sabana en zonas de estación seca como en Venezuela.
En las zonas montañosas tropicales la altitud permite distinguir tres pisos térmicos: tierras calientes entre los 0 y los 1000 m, tierras templadas entre los 1000 a 2000 m y las tierras frías por encima de los 2000 m donde se asienta preferentemente la población.
- Cálido ecuatorial: se extiende a ambos lados del ecuador.[5] Coincide en gran parte con la llanura amazónica. Las temperaturas medias oscilan alrededor de 25 °C. Se caracteriza por una constante térmica. Las precipitaciones son excesivas y convectivas. Corresponde al bioma de selva amazónica que provee de leña de alto valor económico.